# Edgar Babajan
Edgar Babayan (* 8. ledna 1986 Jerevan) je původem arménský zápasník – klasik, který od roku 2012 reprezentuje Polsko.

## Sportovní kariéra
Zápasení se věnoval od 9 let. Specializoval se na řecko-římský styl. V arménské mužské reprezentaci se pohyboval od roku 2005 ve váze do 75 kg jako reprezentační dvojka za Arsenem Džulfalakjanem. V roce 2009 se přestěhoval do polské Poznani a roce 2011 obdržel polské občanství. V roce 2012 se účastnil olympijské kvalifikace a o jedno vítězství mu utekl postup na olympijské hry v Londýně. Od roku 2015 startuje v neolympijské váze do 80 (82) kg.

## Výsledky
| Olympijské hry     |     |     | — |    |   |   | —   |   |   |   | — |   |   |   |     |     |     |  |  |  |  |  |  |  |  |
| Mistrovství světa  | —   | —   |   | —  | — | — |     | — | — | — |   | — | — | — | úč. | úč. | úč. |  |  |  |  |  |  |  |  |
| Evropské hry       |     |     |   |    |   |   |     |   |   |   |   |   |   | — |     |     |     |  |  |  |  |  |  |  |  |
| Mistrovství Evropy | —   | —   | — | —  | — | — | úč. | — | — | — | — | — | — | — | 2.  | 5.  | úč. |  |  |  |  |  |  |  |  |
| Univerziáda        |     |     |   | 3. |   |   |     |   |   |   |   | — |   |   |     |     |     |  |  |  |  |  |  |  |  |
| MS juniorů         | —   | —   | — | 5. | — |   |     |   |   |   |   |   |   |   |     |     |     |  |  |  |  |  |  |  |  |
| ME juniorů         | —   | —   | — | —  | — |   |     |   |   |   |   |   |   |   |     |     |     |  |  |  |  |  |  |  |  |
| ME dorostenců      | úč. | úč. |   |    |   |   |     |   |   |   |   |   |   |   |     |     |     |  |  |  |  |  |  |  |  |